# Nicola Papa
Nicola Papa (Bari, 1º febbraio 1897 – Torino, 27 novembre 1975) è stato un allenatore di calcio e calciatore italiano, di ruolo difensore.
È spesso citato da almanacchi e repertori statistici come Papa II, per distinguerlo dai fratelli Francesco e Venerino, anch'essi calciatori.

## Biografia
Laureato in ingegneria, al termine della carriera di calciatore divenne insegnante a Torino.

## Carriera

### Giocatore
Assieme al fratello Francesco, militò nell'Alessandrina, per poi passare all'Alessandria, con la quale disputò 102 gare ufficiali vincendo una Coppa CONI nel 1927. Successivamente vestì le maglie di Inter e Novara.
Terminata la carriera, entrò a far parte della dirigenza dell'Alessandria.

### Allenatore
Ha allenato per una stagione il Catania.

## Statistiche

### Presenze e reti nei club
| Stagione           | Squadra            | Campionato         | Campionato | Campionato |
| Stagione           | Squadra            | Comp               | Pres       | Reti       |
| ------------------ | ------------------ | ------------------ | ---------- | ---------- |
| 1918-1919          | Alessandrina       | Coppa Brezzi       | 3          | 4          |
| 1919-1920          | Alessandria        | 1C                 | 19         | 7          |
| 1920-1921          | Alessandria        | 1C                 | 12         | 0          |
| 1921-1922          | Alessandria        | 1C                 | 21         | 0          |
| 1922-1923          | Alessandria        | 1C                 | 12         | 0          |
| 1923-1924          | Alessandria        | 1D                 | 3          | 0          |
| 1926-1927          | Alessandria        | 1D                 | 0          | 0          |
| 1925-1926          | Alessandria        | 1D                 | 13         | 0          |
| 1926-1927          | Alessandria        | 1D                 | 17+4       | 0+0        |
| Totale Alessandria | Totale Alessandria | Totale Alessandria | 98+4       | 7          |
| 1927-1928          | Inter              | DN                 | 8          | 0          |
| 1928-1929          | Novara             | DN                 | 4          | 0          |
| Totale carriera    | Totale carriera    | Totale carriera    | 117        | 11         |

## Palmarès
- Coppa CONI: 1

Alessandria: 1927